# هکر (بازی ویدئویی ۱۹۸۵)
هکر یک بازی رایانه‌ای تولید شده شرکت «اکتیویژن» در سال ۱۹۸۵ است که توسط «استیو کارت رایت» طراحی و با تهیه‌کنندگی «براد فرگر» برای رایانه‌های آمیگا، آمستراد سی پی سی، اپل ۲، آتاری ۸ بیت، آتاری اس تی، کمودور ۶۴، مکینتاش، ام‌اس-داس، ام اس ایکس و اسپکتروم تولید و منتشر گردید. این بازی دو سال پس از اکران فیلم WarGames و در زمان اوج محبوبیت داستان‌های با محور «هک رایانه» و «امنیت رایانه» تولید و به بازار عرضه شد.

## گیم پلی و داستان بازی
«جیم لوی» مدیر عامل اجرایی شرکت اکتیویژن بازی «هکر» را با شیوه جدیدی به خبرنگاران معرفی کرد (یک نمایش به این صورت که به ظاهر یک ایراد در هنگام ارتباط آنلاین با شرکت رخ داده است و پس از چند بار تلاش به یک رایانه ناشناخته و فعال متصل گردید). بازیباز نقش یک هکر باتجربه و حرفه‌ای را ایفا می‌کند که قادر به شکستن سپر امنیتی رایانه‌ها و ورود به آن‌ها است، اما به‌طور اتفاقی وارد یک سیستم ناشناخته خصوصی می‌شود. بازی بدون توضیحات اضافی در مورد نحوه گیم‌پلی به کاربران معرفی شد، به همین دلیل باور اولیه بر این بود که بازیباز یک سیستم را هک نموده است.
بازیباز در ابتدای بازی باید سیستم رایانه‌ای شرکت «ماگما» را با حدس زدن رمز عبور آن، هک نماید. بازیباز با نوشتن کلمه help یا فشردن دکمه h در قسمت ورودی دستور می‌تواند از کمک‌های برنامه جهت پیدا کردن رمز عبور استفاده کند. بازیباز ممکن است پس از تلاش‌های متعدد نتواند رمز عبور را به دست آورد، اما در نهایت به واسطه آنچه «ایراد سیستمی» نامیده می‌شود، بازیباز قادر به دسترسی به سیستم مورد نظر می‌شود. بعد از ورود بازیباز از او خواسته می‌شود قسمت‌های مختلف یک روبات را مشخص کند و بازیباز باید مکان نما را بر روی قسمت موزد نظر برده و کلید آتش روی اهرمک را بفشارد. با هربار اشتباه او مجبور می‌شود مجدداً تلاش خود را از سر گیرد تا بتواند ۱۰۰٪ قطعات را شناسایی کند.

بازیباز هدایت این روبات را از میان تونل‌های زیرزمینی بر عهده دارد. (تصویر نسخه اپل ۲ بازی)

پس از تکمیل شناسایی، بازیباز کنترل ربات را به دست می‌گیرد و از طریق تونلهای زیرزمینی می‌تواند به نقاط مختلف سفر کند. بازیباز همچنین اطلاعاتی در مورد یک پرونده سری دزدیده شده از شرکت «ماگما» به دست می‌آورد که نقشه تسلط بر دنیا در آن شرح داده شده. این سند به قطعات کوچک تقسیم شده و در دست جاسوسانی در نقاط مختلف دنیای بازی است و بازیباز باید به ترتیبی که در بازی مشخص می‌شود آن‌ها را به دست بیاورد و به واشنگتن برگرداند.
سیستم تونل موجود در بازی پهناور و بزرگ است اما راهنمایی برای پیدا کردن مسیر در آن وجود ندارد و بازیباز باید با آزمون و خطا مسیر درست را پیدا کند. در دنیای بازی تعدادی شهر وجود دارند که ربات بازیباز می‌تواند در آن شهرها به سطح زمین آمده و با افراد مختلف ارتباط برقرار کند.

بازیباز باید از میان تونل‌های زیرزمینی راه خود را به شهرهای مختلف دنیا پیدا کند (تصویر نسخه اپل ۲ بازی)

بازیباز درون شهرها با جاسوسانی که حامل تکه‌های سند هستند ملاقات کرده و باید آن‌ها را متقاعد کند که تکه سند را به او بازگردانند. او برای انجام معامله‌ها فقط ۵۰۰۰ دلار در اختیار دارد. چالش اصلی بازی درخواست‌های جاسوسان از بازیباز است و اینکه او چگونه باید آیتم‌هایی را که از او خواسته‌اند به دست آورد.
علاوه بر این موارد، در بازی سوالاتی از بازیباز مطرح می‌شود که قبلاً و در طول بازی نکات لازم برای پاسخ به آن‌ها در اختیار بازیباز قرار گرفته. شرکت ماگما پس از مدت کوتاهی متوجه می‌شود که شخصی وارد سیستم‌های آن‌ها شده و به این وسیله یک ماهواره امنیتی فعال می‌شود و سوالات مربوطه را از بازیباز می‌پرسد.
بازی از عدم قابلیت ذخیره‌سازی رنج می‌برد و بازیباز در صورت اشتباه، مجبور است تلاش خود را برای حل معماهای بازی از ابتدا شروع کند.

## بازتاب‌ها
تا اواخر سال ۱۹۸۷ میلادی، بیش از ۵۰۰۰۰ نسخه از بازی «هکر» به فروش رفته و تبدیل به سومین بازی پرفروش اکتیویژن بر روی کمودور گردید. مجله «کامپیوت!» واقع گرایی موجود در بازی را ستود و اضافه کرد «وجود این بازی در آرشیو نرم‌افزاری شما ضروری است، مخصوصا اگر به بازی‌های ماجرایی علاقه‌مند هستید.» مجله آمریکایی «آهوی!» که در مورد رایانه‌های کمودور مطلب منتشر می‌کرد در مورد این بازی نوشت: «معماهای این بازی تعدادی را عاشق و دلباخته و تعدادی را هم از خود متنفر می‌کند... برای رسیدن به راه حل نهایی باید این بازی را مجدداً بازی کرد و کسانی که به مبارزات طولانی علاقه‌مندند می‌توانند مهارت‌های خود را در زمینه هک در این بازی محک بزنند».

## میراث بازی
برای این بازی ادامه‌ای در سال ۱۹۸۶ با درجه سختی بالاتر و تحت عنوان «هکر ۲: اسناد روز رستاخیز» تولید شد. نکته جالب در مورد قسمت دوم این است که بازیباز می‌تواند پیشرفت و موفقیت‌های خود را در بازی اول در این بازی پیگیری نماید. در بازی دوم هم وظیفه هدایت یک ربات و نفوذ آن به داخل سازمانی که اسنادی موسوم به «اسناد روز رستاخیز» را از آمریکا دزدیده و بازیباز باید آن را بازگرداند.